# Henry Repeating Arms
Henry Repeating Arms компанія з виробництва вогнепальної зброї. На 2019 рік компанія Henry Repeating Arms входить в п'ятірку американських виробників довгоствольної зброї та знаходиться на восьмому місці з загальним виробництвом вогнепальної зброї, випускаючи понад 300000 одиниць вогнепальної зброї щорічноfirearms annually. 

## Історія
Henry Repeating Arms була заснована Луї Імперато та його сином Ентоні  Імперато в Брукліні, Нью-Йорк в 1996 році. Першою випущеною моделлю стала важільна гвинтівка Henry H001 .22, а перші поставки були зроблені в березні 1997 року. Першим девізом корпорації був вислів "Зроблено в Америці і по відповідній ціні". Свою назву Henry Repeating Arms компанія отримала на честь Бенджаміна Тайлера Генрі, винахідника який запатентував магазинну гвинтівку в 1860 році, яка була відома як гвинтівка Генрі. Нема жодного зв'язку з Бенджаміном Тайлером Генрі або компанією New Haven Arms Company, яка продавала гвинтівки Генрі з 1862 по 1864 роки. Ентоні Імперато зареєстрував торгову марку на ім'я Генрі в 1996 році.

## Виробництво
В компанії Henry Repeating Arms працює 550 робітників, які працюють в двох будівлях загальною площею 23 225 квадратних метри. Штаб-квартира компанії розташована в Райс-Лейк, штат Вісконсин, а виробничі потужності знаходяться в Байонні, штат Нью-Джерсі. Луї Імперато був головою компанії від заснування до смерті в листопаді 2007.  Зараз генеральним директором і засновником є Ентоні Імперато, а Енді Вікстром є президентом компанії. Лемана Саран є віце-президентом/помічником президента.

## Продукція

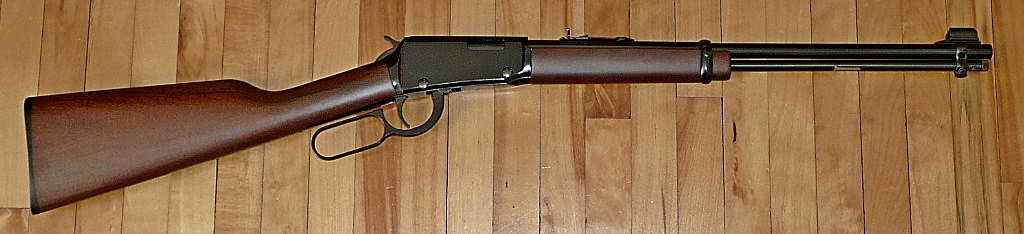
Важільна гвинтівка Henry H001 Classic .22lr

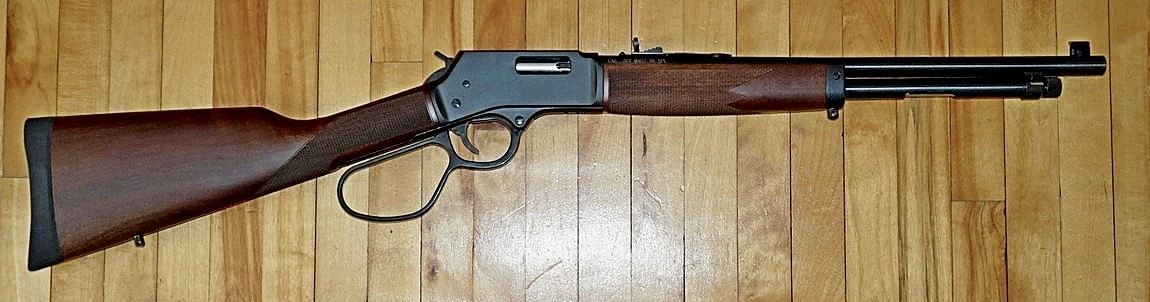
Карабін Henry Big Boy Steel .357 Magnum

Компанія Henry Repeating Arms випускає гвинтівки та дробовики. Компанія випускає велику кількість гвинтівок важільної дії під набої кільцевого та центрального запалення, у різних видах обробки, в тому числі сплавах, сталі, загартованій латуні, загартованому сріблі, кольоровому загартуванні і всепогодні. Фірмовою моделлю компанії є важільна гвинтівка Henry Golden Boy під набій кільцевого запалення, яку називають "зброя, яка відкриє захід в тобі". Компанія продала понад один мільйон  гвинтівок важільної дії H001 Lever Action .22, яка стала основною в збройному виробництві. Гвинтівку з серійним номером 1 мільйон компанія пожертвувала, вона була продана з аукціону за ціною $50,000. Гвинтівка важільної дії Henry Big Boy під набій центрального запалення призначена для полювання, захисту домівки та змагань у ковбойській стрільбі. Гвинтівка важільної дії Henry Long Ranger під набій центрального запалення здатна стріляти на таку відстань і з такою точністю, як і гвинтівки з ковзними затворами, призначена для полювання на велику дичину. Гвинтівка Henry US Survival AR-7 є оновленою версією гвинтівки ВПС США AR-7, гвинтівка є розбірною, всі деталі складаються в приклад, калібр .22 дюйми. Однозарядна гвинтівка Henry Mini Bolt з неіржавної сталі під набій .22 призначена для новачків і офіційно використовується молодіжною командо США по стрільбі. Henry Repeating Arms офіційно випускає зброю для Бойскаутів Америки, для них випускають кілька варіантів гвинтівки Henry Boy Scout. Компанія має лінійку гвинтівок-присвят, які присвячені багатьом гідним людям, у тому числі тим, хто служить в армії, службам екстреного реагування та американським фермерам. Програма Henry Corporate Editions пропонує компаніям розмістити їхній логотип на гвинтівці Henry, яку дарують працівнику який йде на пенсію, які є нагородами дилерів та корпоративними пам'ятками. Однозарядний дробовик Henry Single Shot Shotgun випускають з загартованої латуні або сталі в рушничних калібрах 12 та 20 або .410 калібрі. Однозарядну гвинтівку Henry Single Shot також випускають з загартованої латуні або сталі у понад 10 калібрах під набій центрального запалення. В 2018 році Henry Repeating Arms випустили важільну гвинтівку Side-Gate під набої .30-30 Win, .38-55 Win, .35 Rem та .45-70 Gov't. Це була перша їхня гвинтівка з вікном в задній частині трубчастого магазина, що дозволяло заряджати, перезаряджати або дозаряджати трубчастий магазин. Гвинтівку можна було швидко розрядити з дулової частини трубчастого магазина.

## Девіз
Корпоративний девіз Henry Repeating Arms: «Зроблено в Америці або не зроблено взагалі».

## Нагороди

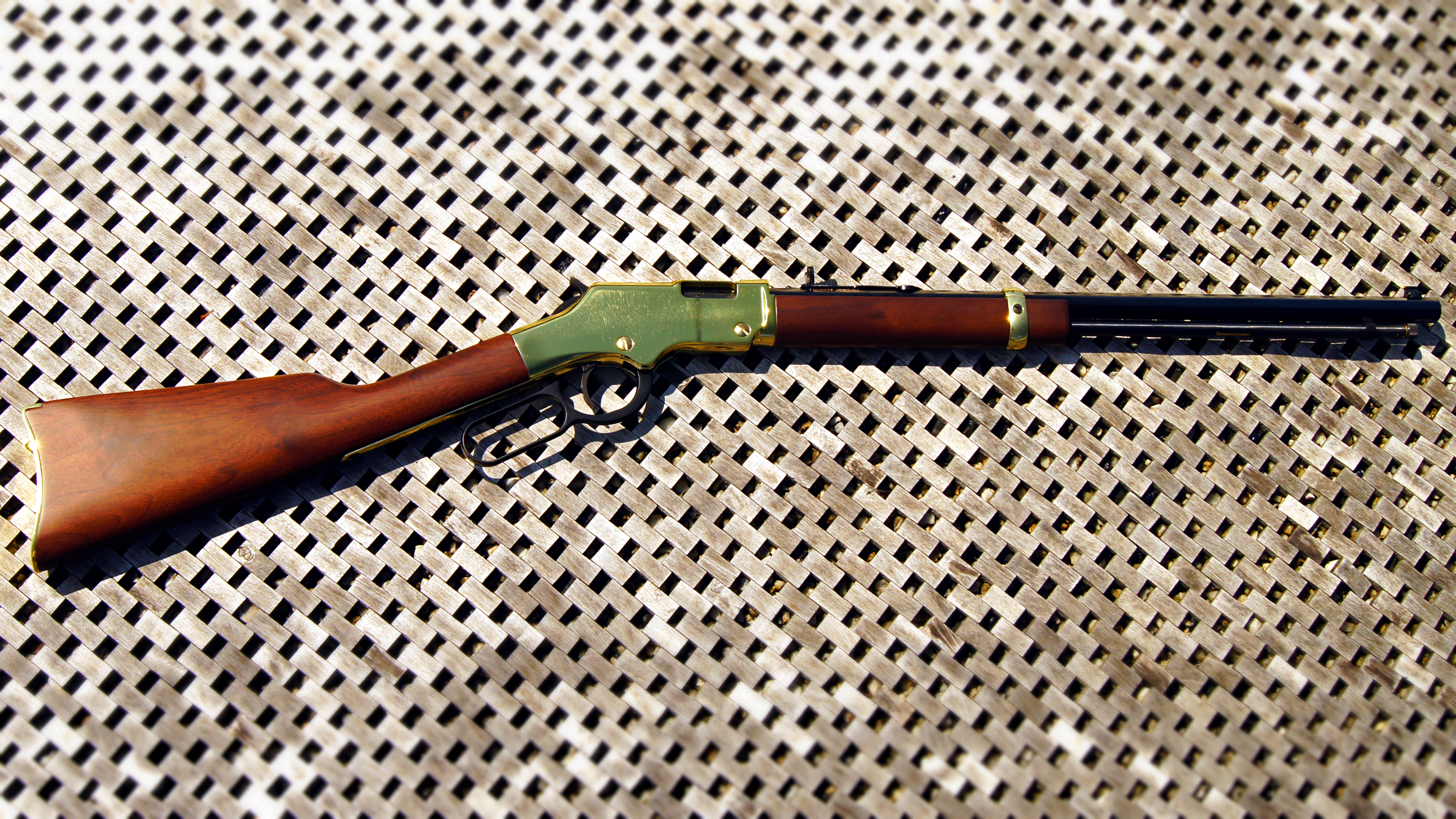
Henry H004 Golden Boy .22 S/L/LR

Компанія Henry Repeating Arms була відзначений за виняткове обслуговування клієнтів у червні 2016 року American Business Awards і отримала Stevie Award за обслуговування клієнтів та за роботу в соціальних мережах. Це єдиний випадок, коли компанія з виробництва вогнепальної зброї отримала ці нагороди.

## Події
Henry Repeating Arms провели рекордну стрільбу Henry 1000-Man Shoot у листопаді 2016 року в стрілецькому центрі Ben Avery, коли 1000 учасників одночасно вистрілили з гвинтівок Henry Golden Boy.

## Благодійність
Henry Repeating Arms "Guns for Great Causes" - це благодійний складова компанії, яка займається справами окремих хворих дітей, дитячими лікарнями, організаціями ветеранів, а також організаціями, пов'язаними з 2-ю поправкою/стрілецьким спортом/збереженням дикої природи.